# Arthur Davison
Arthur Clifford Percival Davison (* 25. September 1918 in Montreal; † 23. August 1992 in Sutton/Québec) war ein kanadischer Geiger und Dirigent.

## Leben
Davison hatte privaten Violinunterricht bei Camille Couture, einem Schüler Eugène Ysaÿes. Ab 1943 setzte er seine Violinausbildung bei diesem und bei Maurice Onderet am Konservatorium von Montreal fort und studierte Dirigieren bei Wilfrid Pelletier. Von 1945 bis 1948 war er Konzertmeister des Montreal Youth Symphony Orchestra.
1948 kam Davison als Stipendiat der kanadischen Regierung nach London, um dort an der Royal Academy of Music zu studieren und wurde Leiter des Studentenorchesters das Akademie. 1954 nahm er als Stimmführer der Zweiten Geigen an einer Europatournee des London Philharmonia Orchestra unter Leitung von Herbert von Karajan teil. Im Folgejahr begleitete er als Dirigent des London Youth Symphony Orchestra einen Auftritt des New York City Ballet in der CBC-Fernsehsendung L’Heure du concert, gab im Radioprogramm der CBC ein Recital mit Ross Pratt und nahm mit ihm Duos von Marin Marais, Johannes Brahms und Lennox Berkeley auf. 1956 spielte er mit John Newmark die Uraufführung von Tālivaldis Ķeniņš’ Violinsonate.
Seit Mitte der 1950er Jahre dirigierte Davison fast alle führenden englischen Orchester, darunter das London Symphony Orchestra, das Philharmonia Orchestra und das Royal Philharmonic Orchestra. 1964 wurde er Direktor der London Little Symphony und Gastdirigent des dänischen Königlichen Balletts, 1966 Dirigent des National Youth Orchestra of Wales. Im gleichen Jahr gründete er in Croydon die Arthur Davison Concerts for Children. Selbst gründete er zwei Kammerorchester, die Little Symphony of London und die Virtuosi of England.
Als er 1970 Direktor der Virtuosi of England wurde, beendete Davison seine aktive Laufbahn als Geiger. 1971 wurde er musikalischer Leiter und Dozent des Goldsmiths’ College an der University of London, ab 1973 unterrichtete er auch am Welsh College of Music and Drama. In den Radio- und Fernsehprogrammen der BBC trat er als Dirigent und Kommentator auf, und 1973 filmte ihn die BBC bei einer Europatournee als Dirigent. 1981 wurde er zum Direktor der Sinfonieorchester der Birmingham School of Music ernannt.
Für seine Verdienste um die Musik wurde Davison 1974 zum Commander des Order of the British Empire ernannt. 1977 wurde er Fellow der Royal Society of Arts. Die University of Wales ehrte ihn 1974 als Honorary Master of Music.